# Felipe Peña
Felipe Peña (Barcelona, España, 25 de mayo de 1921 - ibídem, 9 de abril de 1989), también conocido como Felip Peña, fue un actor español. Su esposa era Montserrat Carulla, hasta el año 1973/74 y su hija, Vicky Peña, ambas actrices.

## Trayectoria
Peña alternó teatro, televisión, cine y doblaje, aunque es especialmente recordado por este último cometido, en el que debutó en la década de los 40 para los estudios de doblaje barceloneses de Metro-Goldwyn-Mayer, donde hizo doblajes para películas como 2001: Odisea del Espacio, interpretando la voz del computador HAL 9000, y fue también muy recordado y reconocido su trabajo en la película musical de la Warner Brothers My Fair Lady (1964), en la que dobló al profesor Higgins (Rex Harrison), tanto en los diálogos como en las canciones, repitiendo la misma fórmula en otra película musical, El extravagante doctor Dolittle (1967). También Peña realizó excelentes trabajos en películas familiares musicales de Walt Disney como Mary Poppins (1964), doblando al Sr. Dawes o La bruja novata (1971) en la que dobló a David Tomlinson (profesor Emilius Browne).  
En la década de los 50 y 60 se convirtió en la voz habitual de Laurence Olivier, Burt Lancaster, Alec Guinness, John Wayne, Rex Harrison,  Anthony Quinn, Harry Andrews, Lionel Barrymore, Ernest Borgnine, Maurice Chevalier, Broderick Crawford, Vittorio De Sica, José Ferrer, Van Heflin, Michael Hordern, Trevor Howard, John Huston, Luis Induni, Brian Keith, Karl Malden, Lee Marvin, James Mason, Walter Matthau, Burgess Meredith, John Mills, Robert Mitchum, David Niven, Vincent Price, Ralph Richardson, George C. Scott y Spencer Tracy. En esta misma época, realizó pequeñas apariciones en algunas películas, pero su rostro no se hizo conocido hasta la década siguiente, cuando intervino en una serie de programas dramáticos para RTVE realizados en los estudios de Barcelona. Dobló en más de 1700 películas. 
Posteriormente, su presencia se hizo también habitual en una serie de adaptaciones teatrales y noveladas para el circuito catalán de RTVE. En 1983, intervino en la serie de TV Massagran, creada por Josep Maria Folch y también fue la voz del Rey Grog en la serie Los aurones de Josep Viciana en 1987.
Colaboró en la redacción de dos guiones cinematográficos, La extranjera (1965) y Los cobardes (1959).
En 1988, un año antes de su fallecimiento, fue galardonado con el Premio honorífico al conjunto de su carrera en la entrega de los Atriles de oro de La Gran Noche del Doblaje.